# Agarak (Kapan)
Agarak (o Aqarak, in armeno Ագարակ) è un comune di 183 abitanti (2010) della Provincia di Syunik in Armenia, nel raion di Kapan.